# Ranunculus marginatus
Ranunculus marginatus d'Urv. – gatunek rośliny z rodziny jaskrowatych (Ranunculaceae Juss.). Występuje naturalnie w rejonie Morza Śródziemnego – we wschodniej części Europy Południowej, w Azji Zachodniej oraz w północno-wschodniej części Afryki. Ponadto został naturalizowany między innymi w południowo-wschodniej części Stanów Zjednoczonych. 

## Rozmieszczenie geograficzne
Rośnie naturalnie między innymi w Grecji, na Bałkanach, francuskiej wyspie Korsyce, we Włoszech, Turcji, Izraelu oraz Egipcie. W Grecji występuje w jej wschodniej części. Na Krecie jest dość rozprzestrzeniony i powszechny. Na Cyprze ma status gatunku autochtonicznego. Został zaobserwowany w zachodniej i południowej części wyspy oraz na półwyspie Karpas. We Włoszech występuje tylko na Sycylii i Sardynii. 

## Morfologia
PokrójRoślina jednoroczna lub bylina o lekko owłosionych pędach. Dorasta do 10–45 cm wysokości. Korzenie są mięsiste.
LiściePojedyncze lub potrójnie klapowane, o blaszce kształtu nerkowatego do półokrągłego. Mierzą 2,5–5 cm długości oraz 3–7 cm szerokości. Nasada liścia ma prawie sercowaty lub ucięty kształt. Brzegi są karbowane lub ząbkowane. Wierzchołek jest zaokrąglony lub tępy.
KwiatyOsiągają do 15–25 mm średnicy. Mają 5 eliptycznych działek kielicha do 3–5 mm długości. Owalnych i żółtych płatków jest pięć i mają 4–5 mm długości. Dno kwiatowe jest owłosione.
OwoceNagie niełupki o długości 2–3 mm. Tworzą owoc zbiorowy – wieloniełupkę o kulistym lub półkulistym kształcie i 6 mm długości.

## Biologia i ekologia
Jest rośliną efemeryczną. Rośnie na brzegach rzek i rowów. Kwitnie od marca do lipca. Występuje na wysokości do 1425 m n.p.m. Preferuje stanowiska w cieniu. 
Liczba chromosomów: 2n = 32. 